# 榮譽軍銜
榮譽軍銜在軍事術語是指出於獎勵目的而對軍官授予更高軍階，但不一定同時授予伴隨該軍階而來的權力和福利。這點會註明在該軍官的職銜中（例如，「榮譽准將約書亞·勞倫斯·張伯倫」或「榮譽上校亞瑟·麥克阿瑟四世」。榮譽軍銜不應與佔缺相混淆。

## 法蘭西
法語中的brevet（榮譽）一詞意義廣泛，用在所有用於授予個人的資格文件。例如跳傘等各種專業的軍事課程結業後都會授予榮譽證書。
法國軍隊中的重要榮譽銜是École de guerre（字面意思是“戰爭學校”），即法國的軍官學校。1870年至1940年間，畢業於法國高等軍事學院的學生會授予榮譽軍官銜。如今，出身該校的軍官們已不再使用「榮譽軍官」一詞。
所以法軍不是以榮譽軍銜來提高軍官的階級，而是採用佔缺的方式。如戴高樂於1940年擔任裝甲師指揮官時就被授階為「佔准將缺」（général de brigade à titre provisoire）。

## 德意志
普魯士和德國的陸海軍可授予的「Charakter」（名義）銜在許多方面有似於榮譽軍銜。例如說，上校（Oberst）可被授予“Charakter als Generalmajor”（名義少將）銜。德國軍官通常會在退役當天被晉升到更高一階的名義軍階。

## 西班牙
在19世紀，各有empleo（固定軍階）和graduación（榮譽軍階）者並不少見。在1884年的軍銜條例中（於美西戰爭期間略作修改），是以星號標記軍銜，而實際的階級則以袖口上的金色花邊來表示。
由於名不符實，該制度於1908年廢除，只保留星號軍階制度。然而，在西班牙內戰期間，由於軍隊大幅擴編以致短缺具資歷的軍官，國民軍 (西班牙)又恢復該制度。有榮譽軍銜的軍官（稱為habilitados或estampillados）在袖口繡以實際軍銜，其榮譽軍銜則繡在外套及襯衫左胸上的一塊黑色矩形補子上。

## 聯合王國
在英國，榮譽軍銜僅具禮儀性質。在正式場合會併用正銜和榮譽銜，例如：「第一代康沃利斯侯爵查爾斯·康沃利斯少校兼榮譽中校」。該頭銜最初是在加冕典禮或大戰結束後授階，起於詹姆斯二世國王（1685-1688）統治時期。但其後遭濫用，榮譽軍銜遍地走。所以在1853年至1856年的克里米亞戰爭期間，自1854年起之後，政府對於在戰場上炫示御賜榮譽軍銜以爭排行的行為採行非常嚴格的限制。英國陸軍的榮譽軍銜授階範圍限於上尉至中校之間。
英國陸軍所授榮譽軍銜軍階遍及全軍，但有一點很重要，是並不授予團級以上階銜。在1871年之前，除皇家砲兵團和皇家工程兵團外，要晉升至團級的軍階通常只能靠捐納，或憑自身資歷取得。這兩個兵團則沒有捐官這回事，升遷全看功績，及更高階職位因當事人死亡、退休、或轉調而出缺時。所以對於任職這兩支部隊的軍官而言，只有團級以上軍階才算數。如果所在的團配署於更大的編制下，那就可用榮譽軍銜來為因特殊目的而成的臨時編隊確認指揮權。
特別要指出的是，准將階級是直到1947年才成為固定軍銜。因此旅級的指揮權取決於資歷，包括榮譽軍銜的晉升日期。因此，團中一名少校若其榮譽中校銜的資歷深於指揮官的中校銜，可被授予該旅的指揮權，甚至可能還下轄他所屬的團。同樣，當軍官擔任參謀或副官時，也可以用上榮譽軍銜。榮譽軍銜的資歷同樣計入資歷要求，以取得（經由捐納）晉級的資格。

## 美利堅合眾國
經由1776年通過的《戰爭條例》（於1806年略作修訂），美國陸軍確立了榮譽軍銜等獎勵在美國陸軍中的用法，和意義。美國陸軍最初授予的榮譽軍銜僅提升職銜名稱，但對於取得更高的指揮權或軍餉數額沒什麼用，在其現役部隊中也無效。當一名軍官依該法被美國總統授予榮譽軍銜後，即可以該榮譽銜指揮部隊，並依該銜領餉。
由這種方式所取得的更高指揮權和薪餉僅於任職期間有效。晉升榮譽銜不影響軍中資歷和實際軍階。自1818年4月16日起，榮譽軍銜的委任也要經美國參議院批准，同於其他所有類型的軍職任命。

### 早年
美國陸軍首次採行榮譽軍銜制是在美國獨立戰爭期間的事。大陸會議當時經常苦於無法為有事業心的外籍軍官（主要來自法國）找到合適的職位。1776年7月20日，Jacques Antoine de Franchessin獲得了美國的第一個榮譽軍銜—大陸軍中校。戰爭結束後，他和另外的35名外籍軍人都獲授榮譽軍銜。到1784年，又另有50名軍官因在戰爭期間之「奇勳」("meritorious services")獲授榮譽軍銜。
在19世紀的美國陸軍中，晉升榮譽銜頗為常見。因為陸軍有許多邊境堡壘需要駐防，另有其他許多任務須執行，但不一定都能任命到適當職級的軍官來指揮這些堡壘，或執行任務。美國國會允許晉升的每一級軍官數量都有限，因此授較低階的軍官榮譽銜以晉升至適合其任務的職級。此外，新任命的軍官通常先取得榮譽軍銜，直到其佔缺的職位真除為止。
例如說，一名西點軍校畢業生可能被任命為榮譽少尉至有正式的少尉出缺為止。1861年初，因為正規軍的軍官職位空缺不足，若干西點軍校的應屆畢業生就先被暫授榮譽少尉銜。授予榮譽軍銜除用於暫時指派至應賦予較高階軍官的職位外（即晉升其固定軍銜之替代作法），亦可用於表彰軍官的英勇或功勳。

## 內戰
美國內戰期間，聯邦的所有高級軍官幾乎都有榮譽軍銜，尤其是戰爭到了尾聲的時候。但這些榮銜為的是表彰其英勇或勳績，而非指揮才能。除前述授權頒授榮譽軍銜給正規軍軍官的法律外，國會還於1863年3月3日另行通過了一項法案，授權授予美國義勇兵軍官榮譽軍銜。榮譽軍銜因而到了戰爭後期越發普遍。
有些軍官所獲榮銜甚至不只一端。由於正規軍和美國義勇兵各有軍銜，而一名軍官又可能分持兩邊的實際軍銜和榮譽軍銜，若干將官等人的軍銜在同一時間可能多達四個不等。例如，到戰爭結束時，拉納德·史立戴爾·麥肯齊既是義勇兵榮譽少將，又是義勇兵正職准將，還是美國正規軍的名譽准將，且是正規軍的正職上尉。
在美國內戰期間，和剛結束時，無論在聯邦軍的正規軍還是義勇兵，榮譽軍銜都可以看作是一種榮譽頭銜，不授予任何正式軍銜所具有的權力、優越性、或薪餉。聯邦軍絕大多數的榮譽軍銜都追授於戰爭行將結束時，或就在1865年3月13日，甚至之後。美國陸軍規定，榮譽軍銜可取自「軍事法庭和多軍編成的分遣隊中」，及由不同營連組成的臨時編制裡，或「於其他場合」。這些規定含糊不清到讓若干名榮譽將軍依此堅持立場，聲稱在戰爭初期授予他們的榮譽軍銜伴有優越與特權，從而引發爭議。
美國內戰期間，美國義勇兵部分正職准將在晉升此職前曾被授予美國義勇兵的榮譽准將銜。而部分義勇兵正職准將在晉升為義勇兵榮譽少將後，並未再晉升為義勇兵正職少將。部分服役於義勇兵卻未還不是將軍的美國正規軍軍官在獲晉升為義勇兵榮譽將官後，並未再晉升為義勇兵正職將官。
另一方面，至少有數名義勇兵將官除被授予義勇兵正職或榮譽將官銜，也獲授正規軍的榮譽將官銜。然而，許多晉升為義勇兵將官的低階正規軍軍官，雖在義勇兵中被授予正式軍銜或榮銜，但並沒有在正規軍中獲晉升為正職將官，也沒有獲得榮譽將官銜。留在美國正規軍直到戰爭結束的一些人，其後獲得了正職將官軍銜。
美國內戰期間，除了向現任（或候任）的美國義勇兵正職將領授榮銜外，還有1,367名其他階級較低的義勇軍官被授予榮譽准將、榮譽少將，或兼兩銜，但並未晉升為義勇兵正職將領。至少是有一名士兵，即二等兵Frederick W. Stowe在內戰期間被授予聯邦軍少尉榮譽軍銜。
美利堅聯盟國曾制定法律規章以於聯盟國軍中使用榮譽軍銜，刊載於《國家戰爭條例》第61條以及1861年的《陸軍條例》中（該條例基於美國陸軍1857年版的條例）。儘管第61條曾於1862年進行過修訂，但毫無實效。聯盟國陸軍在其存續期間從未使用過任何榮譽軍銜等獎勵。
美國陸戰隊也頒授榮譽軍銜。一群曾於1861年至1915年間獲授榮譽軍銜的陸戰隊在世軍官在取得獲頒榮譽勳章的資格後，獲頒了罕見的陸戰隊榮譽勳章。該勳章僅頒授予曾獲陸戰隊榮譽軍銜的軍官們。

## 現代用法
授予榮譽軍銜的作法於19世紀末消失於美軍（正規）部隊中，由一系列勳章所取代。1922年，授予榮銜被宣布為過時。然而，在美國武裝部隊六軍種中，有四個仍然有著近似的授銜作法。美國空軍不允許在晉升日之前授銜，只有極少例外，如待晉升的軍官被指派進駐必須保有/佩戴預計晉升軍銜的駐地（通常是高級聯合任務），這通常要由軍種總部特准授階。
對於已獲晉升但尚未受階的軍官，例如列於晉升名單中的，各軍種作法不同。待晉升為上校的陸軍中校用的是「中校（待升）」；而空軍中校則使用「上校（已定）」。
士兵或士官若因領導力和英勇表現得獲晉升為軍官則稱為直接任命，而非榮譽任命。該種任命的暫授軍階最高可至中尉。被任命者其後必須入學軍官候補學校才能保留此一晉升。如果還希望晉升至上尉或更高軍銜，就必須有四年制大學學位。
在1973年停止徵兵制之前，美國陸軍也利用正規軍和美國的陸軍之間的行政差別，作為一種臨時晉升軍官的快捷機制。正規軍中的軍階是“固定軍階”("permanent rank")；而規模較大，由徵召入伍的美國的陸軍則是“戰區軍階”("theater rank")。
由各州州長任命的美國國民兵也可以授予榮譽軍銜。許多州保留了允許州長可授任何軍階予國民衛隊及民兵的條款。若干州則規定在任州長可任授軍銜，但該軍銜僅限於該州長本人任期內有效。
一些州也將榮譽軍銜作為其一般性榮譽制度的一部分。喬治亞州授榮譽軍銜予其州警部隊。肯塔基州以其上校銜而聞名，田納西州亦然。這兩州都授上校銜給州長辦公室的榮譽成員。阿拉巴馬州、肯塔基州、德克薩斯州和內布拉斯加州也授自家象徵性的海軍予旗官銜。喬治亞州海軍民兵也有類似的榮譽，但該榮譽自1908年以後只存在於紙面上。以上所說這些榮譽頭銜均可視為有效的榮譽軍銜，相當於由現任州長授予國民兵的榮譽軍銜。
2019年的《約翰·S·麥凱恩國防授權法》（John S. McCain National Defense Authorization Act, NDAA）提供陸軍770個榮譽職位。美國陸軍榮譽晉升計畫選任軍官暫時晉升一級以赴關鍵駐地，榮譽晉升使得軍官可暫領更高一階的薪餉與福利。該計劃是九項鬆綁陸軍判定人才管理系統權限的新授權之一。

## 備註
1. ↑  Boatner III, Mark M. . New York: Vintage Books. 1991: 84. ISBN 0-679-73392-2.
2. ↑  . Servicehistorique.sga.defense.gouv.fr.   [2009-07-01]. （原始内容存档于2009-05-06）.
3. ↑  Code de la Défense, art. L4134-2.
4. 1 2  Holmes, Richard. .  Hardback. London: HarperCollins. 2001: 166–179 [2001]. ISBN 0-00-257097-1.
5. 1 2 3  Hunt, "Introduction", p. v.
6. ↑  Eicher, p. 34.
7. 1 2  Faust, Patricia L., ed. Historical Times Illustrated Encyclopedia of the Civil War, p. 79.  Harper & Row, Publishers, Inc., New York, NY, 1986. ISBN 0-06-181261-7.
8. ↑  Boatner, III, Mark M., The Civil War Dictionary, p. 84, David McKay Company, Inc., New York, 1959. ISBN 0-679-50013-8.
9. 1 2  Warner, Ezra J. Generals in Blue, p. xvii. Louisiana State University Press, 1964. ISBN 978-0-8071-0822-2.
10. 1 2 3 4  Boatner, III, p. 84.
11. ↑  Warner, Generals in Blue, p. xxiv.
12. ↑  Faust, p .79.
13. ↑  Weinert, pp. 5–6; Faust, p. 79.
14. ↑  . Foxfall Medals.   [2007-10-10]. （原始内容存档于2007-10-14）.
15. ↑  . britannica.com.   [2025-07-05]. （原始内容存档于2015-05-05）.
16. ↑  Crane, Conrad.  (PDF). U.S. Army Heritage and Education Center. 2020  [21 May 2021]. （原始内容存档 (PDF)于2025-05-21）.
17. ↑  . www.army.mil.   [2021-10-06]. （原始内容存档于2025-05-22） （英语）.

## 外部連結
- www.alia.org Brevet Union Generals of the Civil War.